# Международное водительское удостоверение
Международное водительское удостоверение
Междунаро́дное води́тельское удостовере́ние, МВУ (англ. International Driving Permit, IDP) — документ, подтверждающий право на управление транспортными средствами за пределами государства, выдавшего его. По сути, является официальным многоязычным переводом национального водительского удостоверения и применяется только совместно с ним. Согласно пункту 2 статьи 41 главы 7 из Венской Конвенции "О дорожном движении", МВУ выдаются государством, являющимся Договорившейся стороной или одним из её территориальных подразделений либо объединением, уполномоченным на то этой Договаривающейся стороной или одним из её территориальных подразделений .

## Правовой статус
Впервые МВУ было утверждено Парижской конвенцией относительно автомобильного движения 1926 года. Конвенция разделила транспортные средства на три категории (легковые и грузовые автомобили, а также мотоциклы), а также ввела требования к оборудованию автомобилей для международного движения, автомобильные коды стран, унифицировала часть дорожных знаков.
В 1943 году в Вашингтоне была открыта для подписания Конвенция о правилах автомобильного движения между американскими странами, утвердившая формат межамериканского водительского удостоверения. Участниками данного соглашения стали практически все страны континентальной Америки.
В настоящее время основными действующими соглашениями, описывающими статус и внешний вид МВУ, являются:
- Женевская конвенция о дорожном движении 1949 года. Была ратифицирована 96 странами[3]. Из них часть стран позднее присоединилась к Венской конвенции.
- Венская конвенция о дорожном движении 1968 года. По состоянию на 2017 год ратифицирована 75 странами[4]. Согласно статье 48 заменила и отменила в отношениях между участниками положения Женевской, Вашингтонской и Парижской конвенций.

### Женевская конвенция 1949
Конвенция была подготовлена и открыта для подписания на Конференции ООН по дорожному и автомобильному движению в Женеве с 23 августа по 19 сентября 1949 г. Вместе с ней для подписания был подготовлен Женевский протокол о дорожных знаках и сигналах. Конвенция вступила в силу 26 марта 1952 г.
Устанавливает минимальный возраст для международного управления автомобилем в восемнадцать лет. Срок действия МВУ — 1 год.
| Категория | Описание |
| --------- | --- |
| A         | Мотоциклы одиночные и с коляской; автомобили, предназначенные для лиц, имеющих физические недостатки; трехколесные автомобили, порожний вес которых не превышает 400 кг                                                                                                  |
| B         | Автомобили, служащие для перевозки пассажиров и имеющие, кроме места водителя, не более восьми сидячих мест, или служащие для перевозки грузов, максимальный допускаемый вес которых не превышает 3500 кг. Автомобилями этой категории может буксироваться легкий прицеп |
| C         | Автомобили, служащие для перевозки товаров, максимальный разрешенный вес которых превышает 3500 кг. Автомобилями этой категории может буксироваться легкий прицеп |
| D         | Автомобили, служащие для перевозки пассажиров и имеющие, кроме места водителя, более восьми сидячих мест. Автомобилями этой категории может буксироваться легкий прицеп                                                                                                  |
| E         | Автомобили категории B, C или D, которыми водитель имеет право управлять, с иными прицепами, кроме легких |

### Венская конвенция 1968 года (с изменениями 2011)
| Подписавшие и ратифицировавшие Присоединившиеся (в том числе через правопреемство) | Подписавшие, но не ратифицировавшие |

Страны — участники Венской конвенции о дорожном движении 1968 года
Подписавшие и ратифицировавшие
Присоединившиеся (в том числе через правопреемство)
Подписавшие, но не ратифицировавшие

Статья 41 Конвенции обязывает каждого водителя иметь водительское удостоверение. 
Международное водительское удостоверение может выдаваться только на основании национального водительского удостоверения, выданного с учетом минимальных требований, предусмотренных Конвенцией. МВУ выдается только государством, на территории которой владелец имеет обычное местожительство, выдавшим национальное водительское удостоверение или признающим национальное водительское удостоверение, выданное другим государством. МВУ является недействительным на территории государства, выдавшего его.
Срок действия международного водительского удостоверения ограничивается датой истечения срока действия национального водительского удостоверения или тремя годами с момента выдачи МВУ.
Национальное законодательство стран — участниц Конвенции может не признавать действительным на своей территории водительское удостоверение, владельцу которого не исполнилось восемнадцати лет. Также водительское удостоверение для управления автомобилями или составами транспортных средств категорий С, D, CE и DE может быть признано недействительным, если его владелец не достиг возраста двадцати одного года.
МВУ представляет собой книжку формата A6 (148 × 105 мм), состоящую из обложки серого цвета и внутренних листов белого цвета. Лицевая и внутренняя стороны первого листа обложки должны быть отпечатаны на государственном (или одном из) языке государства, в котором выдано удостоверение. Обязательными языками являются французский, английский, русский и испанский. Записи делаются буквами латинского алфавита или прописью.
| Категория | Описание | Подкатегория | Описание |
| --------- | --- | ------------ | --- |
| A         | Мотоциклы | A1           | Мотоциклы с рабочим объемом двигателя, не превышающим 125 см³ и максимальной мощностью, не превышающей 11 кВт (легкие мотоциклы) |
| B         | Автомобили (за исключением транспортных средств, относящихся к категории А) разрешенная максимальная масса которых не превышает 3 500 кг и число сидячих мест которых, помимо сиденья водителя, не превышает восьми, в том числе - автомобиль категории В, сцепленный с прицепом, разрешенная максимальная масса которого не превышает 750 кг; - автомобиль категории В, сцепленный с прицепом, разрешенная максимальная масса которого превышает 750 кг, но не превышает массы автомобиля без нагрузки, а общая разрешенная максимальная масса такого состава не превышает 3 500 кг | B1           | Моторизованные трициклы и квадрициклы |
| C         | Автомобили, за исключением относящихся к категории D, разрешенная максимальная масса которых превышает 3 500 кг, в том числе автомобиль категории С, сцепленный с прицепом, разрешенная максимальная масса которого не превышает 750 кг | C1           | Автомобили, за исключением относящихся к категории D, разрешенная максимальная масса которых превышает 3 500 кг, но не превышает 7 500 кг, в том числе автомобиль подкатегории С1, сцепленный с прицепом, разрешенная максимальная масса которого не превышает 750 кг                               |
| D         | Автомобили, предназначенные для перевозки пассажиров и имеющие более восьми сидячих мест, помимо сиденья водителя, в том числе автомобиль категории D, сцепленный с прицепом, разрешенная максимальная масса которого не превышает 750 кг | D1           | Автомобили, предназначенные для перевозки пассажиров и имеющие более восьми сидячих мест, помимо сиденья водителя, но не более 16 сидячих мест, помимо сиденья водителя, в том числе автомобиль подкатегории D1, сцепленный с прицепом, разрешенная максимальная масса которого не превышает 750 кг |
| BE        | Автомобиль категории В, сцепленный с прицепом, разрешенная максимальная масса которого превышает 750 кг и превышает массу автомобиля без нагрузки, в том числе автомобиль категории В, сцепленный с прицепом, разрешенная максимальная масса которого превышает 750 кг, а общая разрешенная максимальная масса такого состава превышает 3 500 кг |              | |
| CE        | Автомобиль категории С, сцепленный с прицепом, разрешенная максимальная масса которого превышает 750 кг | C1E          | Автомобиль подкатегории С1, сцепленный с прицепом, разрешенная максимальная масса которого превышает 750 кг, но не превышает массу автомобиля без нагрузки, а общая разрешенная максимальная масса такого состава не превышает 12 000 кг                                                            |
| DE        | Автомобиль категории D, сцепленный с прицепом, разрешенная максимальная масса которого превышает 750 кг | D1E          | Автомобиль подкатегории D1, сцепленный с прицепом, не предназначенным для перевозки пассажиров, разрешенная максимальная масса которого превышает 750 кг, но не превышает массу автомобиля без нагрузки, а общая разрешенная максимальная масса такого состава не превышает 12 000 кг               |

## В России
СССР являлся участником Парижской конвенции, ратифицировал Женевскую (17 августа 1959 г.) и Венскую конвенции (7 июня 1974 г.). Россия, как правопреемница, признает МВУ любого образца. Российские национальные водительские удостоверения нового образца, выданные после 1 марта 2011 г., соответствуют обновлённым требованиям Венской конвенции и признаются всеми её участниками.
Иностранные граждане для управления транспортными средствами на территории РФ могут использовать свои национальные водительские удостоверения, если их страны признают российские водительские удостоверения. При этом все записи в них должны быть произведены или продублированы буквами, совпадающими по написанию с буквами кириллицы или латинского алфавита. В противном случае водительское удостоверение должно предъявляться вместе с заверенным в установленном порядке переводом на русский язык.
С 1 июня 2017 для осуществления предпринимательской и трудовой деятельности, непосредственно связанной с управлением транспортными средствами, иностранным гражданам необходимо сдать экзамены и получить российское национальное водительское удостоверение. С 1 июля данное ограничение не распространяется на граждан Белоруссии.
Гражданам России МВУ необходимо:
- для управления транспортными средствами в странах — участниках Венской конвенции, если они не признают российское национальное ВУ старого образца (выданное до 1 марта 2011 г.)[8];
- для управления транспортными средствами в странах — участниках Женевской конвенции (исключение — Япония[9]);
- для аренды автомобиля в крупных прокатных компаниях[10].

Без действующего национального водительского удостоверения (независимо от даты выдачи) МВУ недействительно.
МВУ выдаётся исключительно подразделениями ГИБДД МВД. Существующие предложения частных компаний о приобретении  "водительского удостоверения ООН" или якобы МВУ в виде пластиковой карточки являются простым переводом национального водительского удостоверения и не имеют юридической силы. Внешний вид и описание официального МВУ утверждены Приказом МВД РФ от 18 апреля 2011 г. N 206 и полностью отвечают требованиям Венской конвенции (1968). В дополнение к ним содержание внутренних страниц также переведено на немецкий, итальянский, арабский, японский и китайский языки.
Процедура выдачи МВУ регламентируется Приказом МВД России от 20 октября 2015 N 995. Для получения международного водительского удостоверения потребуются следующие документы:
1. Заявление о выдаче водительского удостоверения
2. Водительское удостоверение
3. Паспорт или иной документ, удостоверяющий личность
4. Матовая фотография 35 × 45 мм
5. Квитанция об оплате государственной пошлины (по желанию заявителя)

Государственная пошлина за выдачу МВУ составляет 1600 рублей. При подаче документов через портал Госуслуг — 1120 рублей.